# Contrato bilateral
El contrato bilateral o sinalagmático es aquel contrato que genera obligaciones recíprocas para ambas partes contratantes.
El término sinalagmático deriva del griego synallagma (συνάλλαγμα) "contrato, estipulación", mismo que está compuesto de sin (σύν) "juntos" y alagmo (ἀλλάσσω) "tomar o dar a cambio, intercambio". Se le agrega ico (ικός) "característico de, similar a, típico de" y concluimos que, por sus raíces, sinalagmático significa "lo que es característico del intercambio mutuo".
Es un tipo de contrato que se contrapone al contrato unilateral, en el cual sólo nacen obligaciones para una de las partes (por ejemplo, el de donación).

## Ejemplos
El ejemplo más clásico es el del contrato de compraventa en que: 
- Una parte (el vendedor) se obliga a la entrega de un bien, y la otra (el comprador) al pago de su precio;
- Una parte (el comprador) se obliga a pagar el precio a otra (el vendedor) que se obliga por su parte a transferir la propiedad de la cosa, situación propia del Derecho Francés.

Existen, sin embargo, multitud de contratos bilaterales, con obligaciones recíprocas, como los arrendamientos, las permutas, las prestaciones de servicios o tantos otros.
En términos causalistas, la doctrina clásica afirma que en el marco de un contrato bilateral o sinalagmático, la causa de la obligación de un contratante tiene por objeto la obligación del otro, y recíprocamente. Esta visión permite considerar como nulo todo acuerdo carente de causa, es decir, no poseyendo justificación jurídica. En este caso, un juez puede verse obligado a recalificar el contrato con el fin de descubrir su verdadera naturaleza o podría incluso decretar la nulidad del contrato.
En este tipo de contratos cabe aplicar la excepción de inejecución, mediante la cual una de las partes puede a negarse a cumplir sus obligaciones amparada por el incumplimiento de la contraparte de sus propias obligaciones.

## Clases

### Contrato bilateral o sinalagmático perfecto
Es aquel que genera obligaciones recíprocas para ambos contratantes desde su origen. Por ejemplo, la compraventa, el arrendamiento, la permuta, el transporte.

### Contrato bilateral o sinalagmático imperfecto
Es aquel contrato que nace originalmente como contrato unilateral, pero que deviene con posterioridad en bilateral por generarse obligaciones al acreedor. Por ejemplo, el mandato es un contrato naturalmente unilateral, pero si el mandatario debe desembolsar dinero suyo por gastos imprevistos en el encargo, el contrato devendrá en bilateral (imperfecto, claro está), porque ahora el mandante tendrá la obligación de reembolsarle dichos gastos al mandatario.